# فروشگاه در خیابان اصلی
فروشگاه در خیابان اصلی (انگلیسی: The Shop on Main Street) فیلمی در ژانر درام به کارگردانی یان کادار و المار کلوس است که در سال ۱۹۶۵ منتشر شد. از بازیگران آن می‌توان به آیدا کامینسکا اشاره کرد.
این فیلم برنده جایزه اسکار بهترین فیلم غیرانگلیسی‌زبان در سال ۱۹۶۵ شده‌است.